# Książ Śląski
Książ Śląski (niem. Fürstenau) – wieś w Polsce, położona w województwie lubuskim, w powiecie nowosolskim, w gminie Kożuchów. Miejscowość ma charakter łańcuchówki.
W Książu Śląskim wydawana jest niezależna gazeta „Goniec Lokalny”. Opisuje ona wydarzenia i problemy, z którymi borykają się mieszkańcy gminy Kożuchów.
W latach 1975–1998 miejscowość należała administracyjnie do województwa zielonogórskiego.

## Nazwa
12 listopada 1946 r. nadano miejscowości polską nazwę Książ Śląski.

## Historia
Miejscowość o rodowodzie średniowiecznym, pierwsze wzmianki z roku 1295. Pierwszy kościół (pod wezwaniem Najświętszej Marii Panny) istniał tu od XIV do XIX wieku. Pozostałością jest średniowieczny mur kamienny okalający dawny teren przy południowym wjeździe do wsi. Obecna kaplica istnieje od 1990 roku.
Udział mieszkańców wsi w I wojnie światowej upamiętnia kamienny krzyż z nazwiskami poległych ustawiony w pobliżu bramy dawnego kościoła.

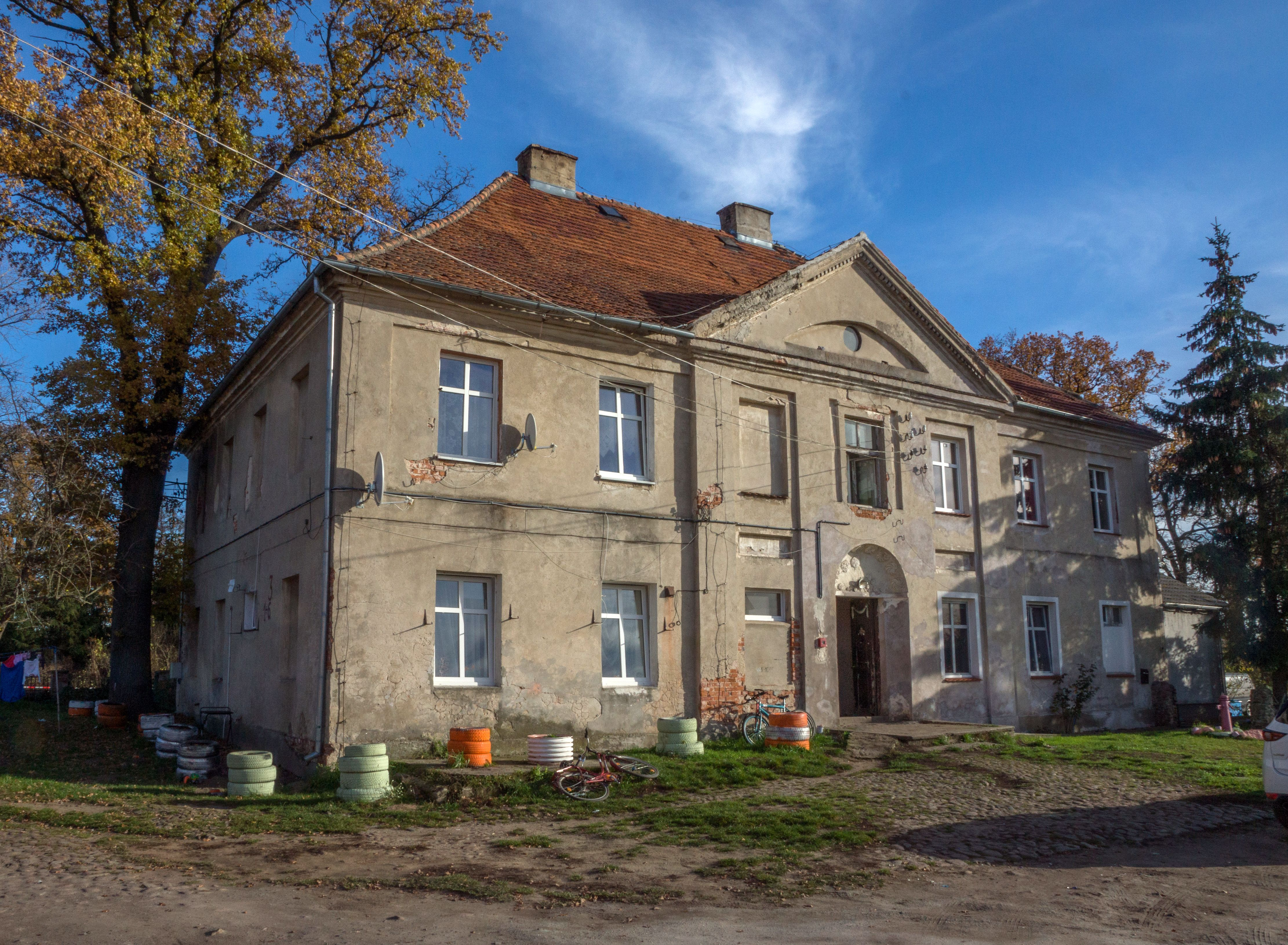
Dawny dwór

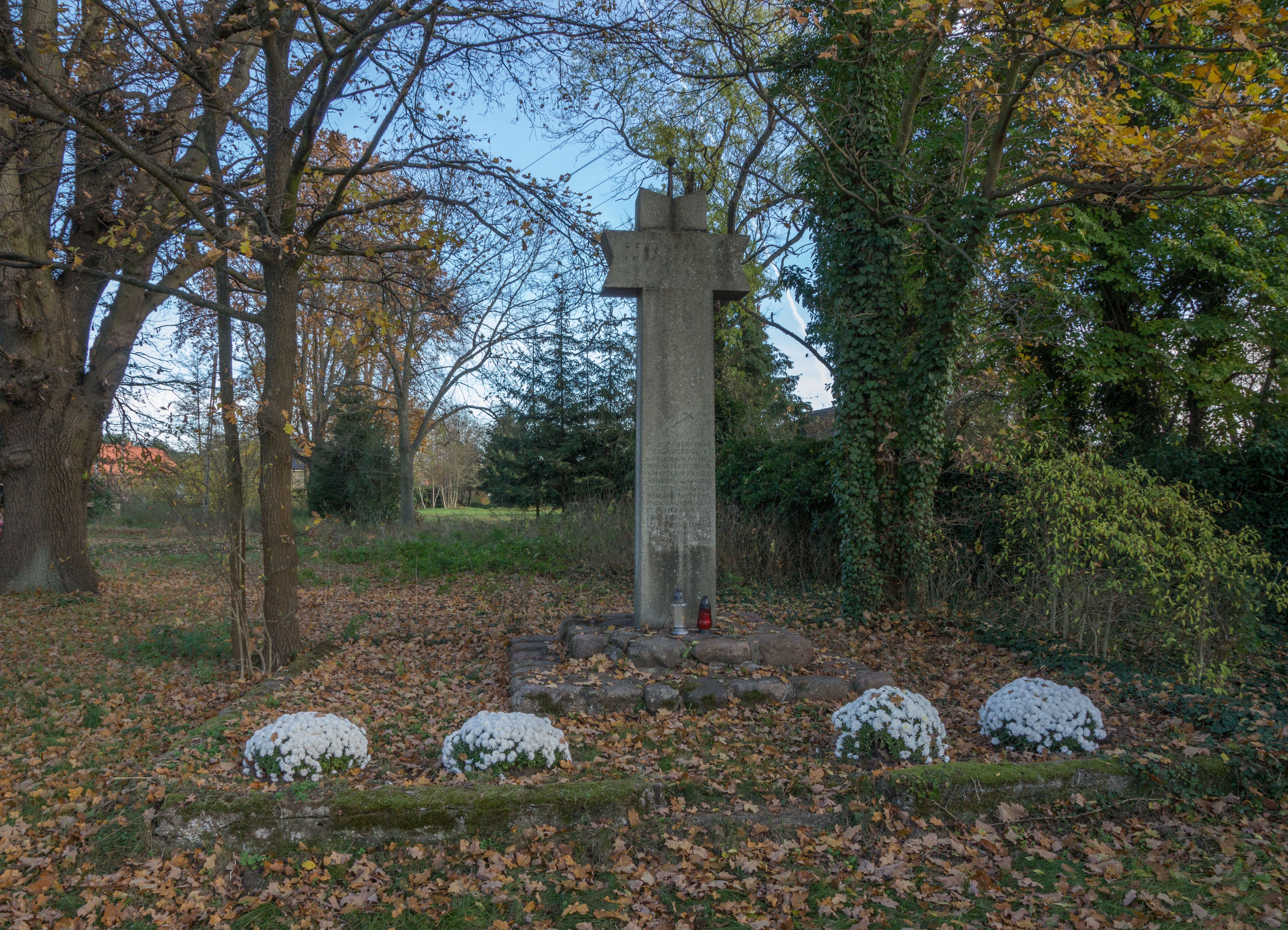
Pomnik poległych w I Wojnie Światowej

W roku 1945, w klasycystycznym dworze z przełomu XVIII i XIX wieku, funkcjonującym dotychczas jako karczma oraz siedziba sołtysa, urządzono PGR. Wydzielono wówczas pomieszczenia na biura i mieszkania. Obecnie cały obszar budynku przeznaczony jest na cele mieszkaniowe.
W 1933 r. w miejscowości mieszkały 294 osoby, a w 1939 r. – 281 osób.
W 2005 r. w Książu Śląskim mieszkało 340 osób. Od 2007 r. następuje napływ nowych mieszkańców do miejscowości; trwa budowa drugiego osiedla.

## Zabytki
Do rejestru zabytków Narodowego Instytutu Dziedzictwa wpisane są:
- klasycystyczny dwór z początku XIX wieku, piętrowy kryty dachem czterospadowym, z oryginalną klatką schodową i stolarką drzwiową
- stodoła w zagrodzie nr 20.

## Demografia
Liczba mieszkańców miejscowości w poszczególnych latach:
| Rok  | Liczba mieszkańców |
| ---- | ------------------ |
| 1998 | 291                |
| 2002 | 318                |
| 2009 | 370                |
| 2011 | 377                |
| 2021 | 407                |

Od roku 1998 do roku 2021 liczba osób żyjących we wsi zwiększyła się o 39,9%.

## Atrakcje
- tor motocrossowy